# 沽源県
沽源県（こげん-けん）は中華人民共和国河北省張家口市に位置する県。

## 歴史
1724年（雍正12年）に清朝が設置した独石口庁（Gargan wehe i jase）を前身とする。1913年（民国2年）、中華民国の庁制廃止に伴い独石県に改編、1925年（民国14年）に沽源県と改称された。
1958年に廃止となり張北県に編入されたが、1961年に再設置され現在に至る。

## 行政区画
- 鎮:平定堡鎮、小廠鎮、黄蓋淖鎮、九連城鎮
- 郷:高山堡郷、小河子郷、二道渠郷、閃電河郷、長梁郷、豊源店郷、西辛営郷、蓮花灘郷、白土窯郷
- 民族郷:大二号回族郷